# European Women's Futsal Tournament 2018
L'European Women's Futsal Tournament 2018 è la 2ª edizione del torneo continentale riservato ai club di calcio a 5 femminili vincitori nella precedente stagione del massimo campionato delle federazioni affiliate alla UEFA. La competizione si è giocata dal 26 al 29 marzo 2018.

## Squadre partecipanti
Tutte le nazioni che partecipano schierano una sola squadra, per un totale di 6 squadre.

### Lista
I club sono stati ordinati in base al ranking della nazionale.

| Rank | Squadra               | Urna |
| ---- | --------------------- | ---- |
| 1    | MosPolytech           | 1    |
| 2/TH | Atlético Navalcarnero | 1    |
| 3    | Benfica               | 1    |
| 4    | IMS Kiev              | 1    |
| 5    | Olimpus Roma          | 1    |
| 6/H  | Drachtster            | 1    |

Note
- (TH) – Squadra campione in carica
- (H) – Squadra ospitante

### Formula
Le 6 squadre si affrontano in due gironi da tre. Le prime di ogni girone si affrontano nella finale, le seconde per il 3º posto e le terze per il 5º posto.

## Fase a gironi

### Gruppo A
| Squadra      | P.ti | G | V | N | P | GF | GS | DR  |
| ------------ | ---- | - | - | - | - | -- | -- | --- |
| Benfica      | 6    | 2 | 2 | 0 | 0 | 13 | 4  | +9  |
| Olimpus Roma | 3    | 2 | 1 | 0 | 1 | 8  | 7  | +1  |
| Drachtster   | 0    | 2 | 0 | 0 | 2 | 1  | 11 | -10 |

| Drachten 26 marzo 2018, ore 20:00 | Olimpus Roma | 5 – 0 (3-0) | Drachtster | Snij Noord Hal |

| Drachten 27 marzo 2018, ore 20:00 | Drachtster | 1 – 6 (0-2) | Benfica | Snij Noord Hal |

| Drachten 28 marzo 2018, ore 20:00 | Olimpus Roma | 3 – 7 (2-4) | Benfica | Snij Noord Hal |

### Gruppo B
| Squadra               | P.ti | G | V | N | P | GF | GS | DR |
| --------------------- | ---- | - | - | - | - | -- | -- | -- |
| Atlético Navalcarnero | 6    | 2 | 2 | 0 | 0 | 8  | 1  | +7 |
| MosPolytech           | 3    | 2 | 1 | 0 | 1 | 6  | 4  | +2 |
| IMS Kiev              | 0    | 2 | 0 | 0 | 2 | 2  | 11 | -9 |

| Drachten 26 marzo 2018, ore 18:00 | IMS Kiev | 1 – 5 (0-4) | Atlético Navalcarnero | Snij Noord Hal |

| Drachten 27 marzo 2018, ore 18:00 | Atlético Navalcarnero | 3 – 0 (2-0) | MosPolytech | Snij Noord Hal |

| Drachten 28 marzo 2018, ore 18:00 | IMS Kiev | 1 – 6 (1-1) | MosPolytech | Snij Noord Hal |

## Fase a eliminazione diretta

### Tabellone
|  | Finale                |   |
|  |                       |   |
|  | Benfica               | 2 |
|  | Benfica               | 2 |
|  | Atlético Navalcarnero | 5 |
|  | Atlético Navalcarnero | 5 |

|  | Finale 3º posto |   |
|  |                 |   |
|  | Olimpus Roma    | 5 |
|  | Olimpus Roma    | 5 |
|  | MosPolytech     | 2 |
|  | MosPolytech     | 2 |

|  | Finale 5º posto |   |
|  |                 |   |
|  | Drachtster      | 1 |
|  | Drachtster      | 1 |
|  | IMS Kiev        | 2 |
|  | IMS Kiev        | 2 |

### Finale 5º posto
| Drachten 29 marzo 2018, ore 16:00 | Drachtster | 1 – 2 (1-0) | IMS Kiev | Snij Noord Hal |

### Finale 3º posto
| Drachten 29 marzo 2018, ore 18:00 | Olimpus Roma | 5 – 2 (3-2) | MosPolytech | Snij Noord Hal |

### Finale
| Drachten 29 marzo 2018, ore 20:00 | Benfica | 2 – 5 (0-2) | Atlético Navalcarnero | Snij Noord Hal |